# GP28型柴油机车
GP28型柴油机车是美国通用汽车易安迪公司（GM-EMD）在1964年推出的一款柴油机车，主要竞争对象是美国机车公司的世纪420型柴油机车。
1963年，易安迪公司宣布推出16-567D3A型涡轮增压柴油机，通过重新设计的活塞结构和吸气系统，将额定最高转速提高到每分钟900转，使其额定功率提升至2500马力，同年又推出装用这款柴油机的GP35型柴油机车，与通用电气的U25B型柴油机车直接竞争。1964年，易安迪推出六轴版本的SD35型柴油机车，作为取代SD24型柴油机车的换代车型，以及采用机械增压的GP28、SD28型柴油机车，分别取代GP18、SD18型柴油机车的位置。1964年3月至1965年11月间，易安迪制造了31台GP28型柴油机车，其中美国本土用户订购了16台，包括伊利诺伊中央铁路、堪萨斯、俄克拉荷马和海湾铁路等，墨西哥奇瓦瓦太平洋铁路订购了10台，南方秘鲁铜业订购了5台。
GP28型柴油机车是干线货运用的四轴柴油机车，采用单司机室、底架承载结构、双侧外走廊的罩式车体，车体上部自前向后由电气室、司机室、动力室、冷却室四部分组成，其中电气室一端称为短罩端，动力室和冷却室一端称为长罩端。机车走行部标准配置为两台布贝格B型二轴转向架。动力装置为一台16气缸、二冲程、机械增压的16-567D1型柴油机。传动系统采用直—直流电传动，柴油机直接驱动一台D32型直流发电机，发出的直流电供给四台D47型直流牵引电动机。牵引电动机采用轴悬式驱动方式，牵引齿轮传动比为4.13（62：15）。